# Слунь
Слунь (хорв. Slunj) — місто в Хорватії, в Карловацькій жупанії. Населення — 1 776 осіб у самім місті й 6 096 осіб в адміністративному районі із центром у Слуні (2001). 87 % населення — хорвати, 9,4 % — серби.

## Загальні відомості

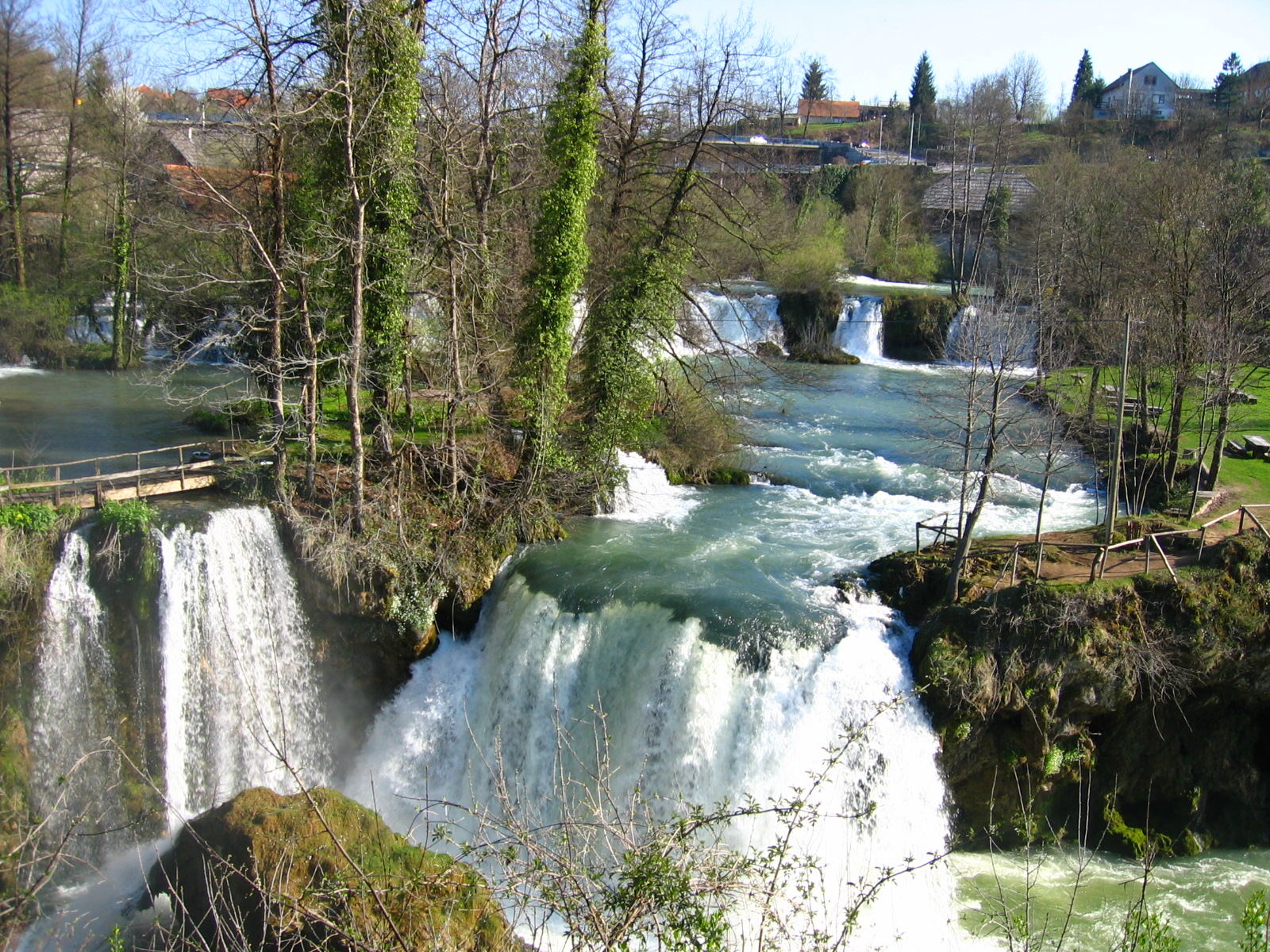
Водоспади на Слуньчиці

Слунь розташоване в гористому регіоні за 30 кілометрів на північ від національного парку Плитвицькі озера і за 15 км на захід від кордону з Боснією і Герцеговиною. Через місто протікає річка Корана, у межах міста в неї впадає невелика річка Слунчиця (Слушниця). Через Слунь проходить важлива автодорога Карловац — Книн.
Околиці міста дуже мальовничі. Там багато водоспадів на Слунчиці й Корані, що привертають увагу туристів. Відомий австрійський письменник Гайміто фон Додерер в 1963 році випустив у світ роман «Слунські водоспади» (нім. Die Wasserfälle von Slunj). Крім того, відомою визначною пам'яткою міста є стародавні водяні млини, багато з яких побудовано ще у 18 столітті.

## Демографія
За переписом 2001 року, налічувалося 6096 мешканців.
.
- Хорвати: 5305 (87,02 %)
- Серби: 575 (9,43 %)
- Інші: 216 (3,55 %)

Перед тим як Хорватія стала незалежною, сербів було більше. Тоді етнічний склад був таким:
| Рік перепису | Загальне населення | Хорвати          | Серби          | Югослави      | інші          |
| ------------ | ------------------ | ---------------- | -------------- | ------------- | ------------- |
| 1991         | 18 962             | 12 091 (63,76 %) | 5540 (29,21 %) | 239 (1,26 %)  | 1092 (5,75 %) |
| 1981         | 21 732             | 13 025 (59,93 %) | 6412 (29,50 %) | 1815 (8,35 %) | 480 (2,20 %)  |
| 1971         | 25 835             | 16 037 (62,07 %) | 9383 (36,31 %) | 206 (0,79 %)  | 209 (0,80 %)  |

Населення громади за даними перепису 2011 року становило 5 076 осіб. Населення самого поселення становило 1 674 осіб.

### Слунь (населення міста)
Динаміка чисельності населення міста:

### Слунь (населення громади)
Динаміка чисельності населення громади:

## Населені пункти
Крім міста Слунь, до громади також входять:
- Бандино-Село
- Благай
- Буковаць Пер'ясицький
- Црно-Врело
- Цвіянович-Брдо
- Цвітович
- Чамероваць
- Доня Глина
- Доня Висоцька
- Донє Примишлє
- Донє Табориште
- Доній Цероваць
- Доній Фур'ян
- Доній Кремен
- Доній Ладеваць
- Доній Никшич
- Доній Полой
- Доній Поповаць
- Дубраве
- Глинсько Врело
- Горня Глина
- Горня Висоцька
- Горнє Примишлє
- Горнє Таборище
- Горній Цероваць
- Горній Фур'ян
- Горній Кремен
- Горній Ладжеваць
- Горній Никшич
- Горній Поповаць
- Гробник
- Яме
- Кланаць-Пер'ясицький
- Коса
- Косієр-Село
- Кутаня
- Кузма-Пер'ясицька
- Ладжевацько Селище
- Лаповаць
- Лумбарденик
- Малий Вукович
- Мариндолсько Брдо
- Милєваць
- М'єсто Примишлє
- Ново Село
- Павловаць
- Подмелниця
- Полє
- Рабиня
- Растоке
- Салопек-Луке
- Саставак
- Слуньчиця
- Снос
- Спаредняк
- Стоймерич
- Шливняк
- Точак
- Тржич-Примишлянський
- Велюн
- Велюнська Глина
- Велюнський Понораць
- Видекич-Село
- Заполяк
- Зечев-Варош

## Історія

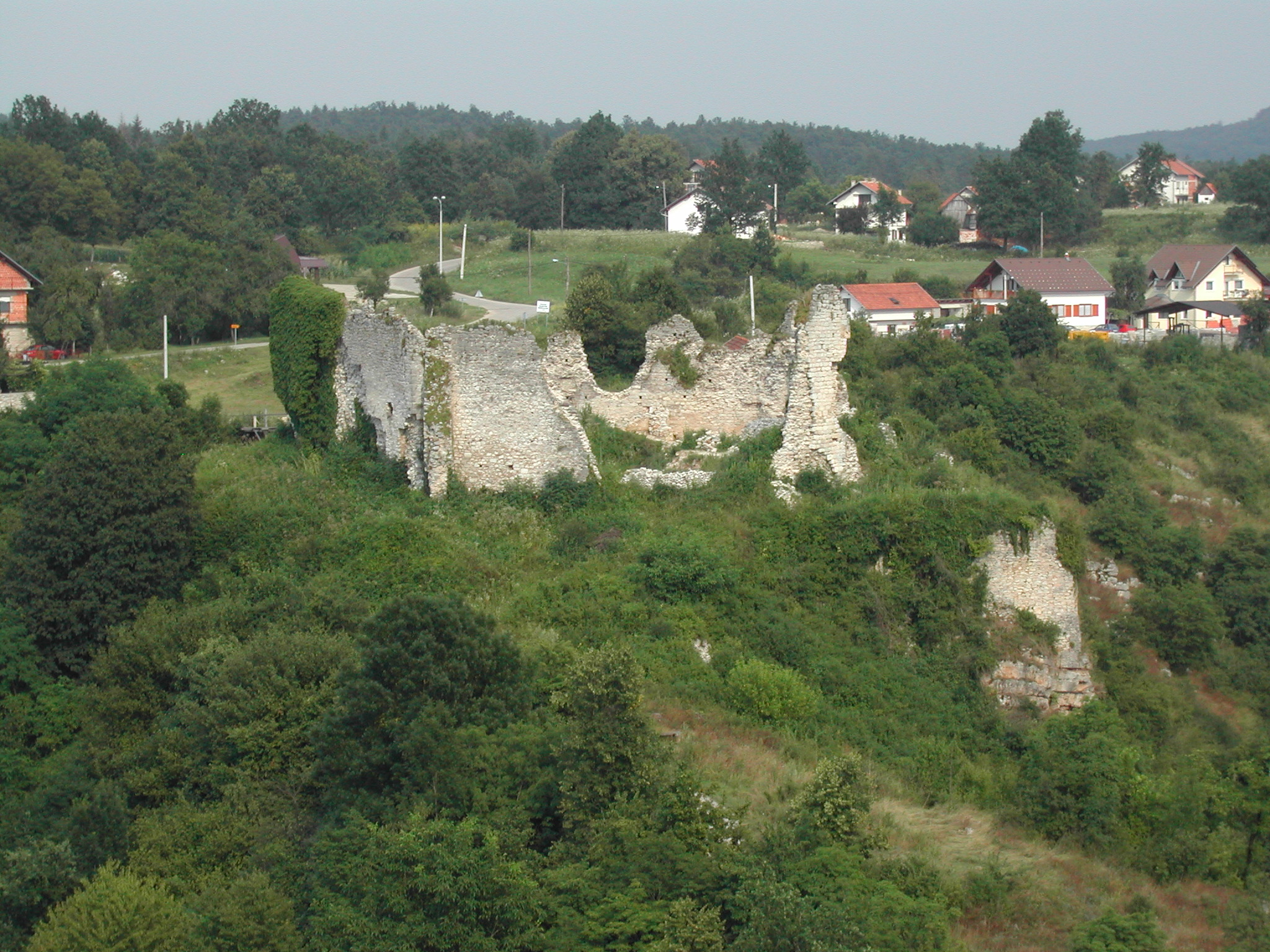
Руїни форту Франкопанів

Уперше Слунь згадано в 12 столітті під назвою «Словін град» (хорв. Slovin grad). В XV сторіччі тут споруджено фортецю родини Франкопанів. Поряд із нею в той же час заклали францисканський монастир. В 16 столітті Слунь розорила турецька навала, а згодом він став одним із укріплених постів Військового кордону, особливої області, яку Габсбурги створили для захисту від турків. Наприкінці 17 століття Слунь цілковито перебудували, і це планування збереглося до наших днів.
Під час війни за незалежність Хорватії історичному центру міста завдано значного збитку. Відбудовчі роботи тривали кілька років після закінчення війни.